# セイント・モード/狂信
『セイント・モード/狂信』（セイントモードきょうしん、Saint Maud）は2019年のイギリスのホラー映画。ローズ・グラス監督の長編デビュー作で、出演はモーフィッド・クラークとジェニファー・イーリーなど。患者の魂を救うことに取り憑かれた看護師の狂気を描いている。
日本国内で劇場公開されなかったが、2021年10月6日にデジタル配信が始まった。

## ストーリー
ある悲惨な出来事をきっかけに、看護師のモードはカトリックの敬虔な信者となった。モードは死に臨む患者の魂を救うことこそ、神が自分に与えた使命であると確信し、それまで務めていた病院を退職してホスピスで働くことにした。
そんなある日、モードはアマンダという患者の緩和ケアを担当することになった。アマンダはダンサーとして華々しく活躍していたが、末期がんの宣告を受け、ホスピスに入所することになったのである。モードは気難しい性格のアマンダに対しても献身的だったが、ほどなくして、モードの信仰は徐々に狂信へと転じていく。

## キャスト
- モード: モーフィッド・クラーク
- アマンダ: ジェニファー・イーリー
- ジョイ: リリー・ナイト
- キャロル: リリー・フレイザー（英語版）
- クリスチャン: ターロック・コンヴェリー
- エスター: ロージー・サンソム
- リチャード: マーカス・ハットン（英語版）
- パット: カール・プレコップ（英語版）
- ヒラリー: ノア・ボドナー

## 製作
2018年11月、モーフィッド・クラークとジェニファー・イーリーが本作に出演するとの報道があった。同月19日、本作の主要撮影が始まった。

## 公開・マーケティング
2019年9月8日、本作は第44回トロント国際映画祭でプレミア上映された。18日、A24が本作の全米配給権を獲得したと報じられた。19日、ファンタスティック・フェストで本作の上映が行われた。20日、スタジオカナルが本作の全英配給権を購入したとの報道があった。10月5日には、ロンドン映画祭での上映が行われた。12月17日、本作のオフィシャル・トレイラーが公開された。2020年2月26日、「Ash Wednesday」と題された予告編が公開された。10月9日、ミラン・レコーズが本作のサウンドトラックを発売した。

## 評価
本作は批評家から絶賛されている。映画批評集積サイトのRotten Tomatoesには181件のレビューがあり、批評家支持率は93%、平均点は10点満点で8.1点となっている。サイト側による批評家の見解の要約は「ボディホラーとサイコスリラーを見事にブレンドした一作である。『セイント・モード/狂信』によって、ローズ・グラスは鮮烈な映画監督デビューを果たしたと言える。」となっている。また、Metacriticには35件のレビューがあり、加重平均値は83/100となっている。